# تپه حاجی آیینه وند
تپه حاجی آیینه وند مربوط به دوره اشکانیان - دوره ساسانیان است و در شهرستان ثلاث باباجانی، بخش ازگله، روستای آیینه وند واقع شده و این اثر در تاریخ ۴ خرداد ۱۳۸۴ با شمارهٔ ثبت ۱۱۸۰۳ به‌عنوان یکی از آثار ملی ایران به ثبت رسیده است.